# Thirsty Moon
Thirsty Moon is een Duitse krautrockgroup. De band ontstond in de jaren zeventig in Bremen en speelde progressieve rock met sterke jazz-invloeden. In de groep speelden onder andere Jürgen en Norbert Drogies, Michael Kobs, Harald Konietzko, Erwin Noack, Willi Pape en Siegfried Pisalla, hoewel op het eind van de jaren zeventig de bezetting wat zou wisselen. Vooral de eerste twee albums worden kritisch hoog aangeschreven.
De groep werd opgericht in de zomer van 1971 toen zeven leden van verschillende bands zich samenvoegden. Eén van die groepen was het Drogies Rock Project (DRP) van de broers Norbert, die drumde, en Jurgen Drogies, die gitaar speelde. Ook de organist van de band, Hans-Werner Ranwig zou mee in de nieuwe band stappen, samen met Harold Konietzko van de groep Tomorrow Too, en Michael Kobs, Willi Pape en Erwin Noack van de jazz-soulgroep The Shakespeares. De muziek ontstond uit het plezier van samen muziek te spelen, er was weinig sprake van commercialisering. De teksten werden in het Engels gezongen, de muziek schommelt tussen progressieve en experimentele elementen, met jazz-invloeden. In 1972 verscheen het eerste album, "Thirsty Moon" op het fameuze label Brain Records. Ranwig verliet kort daarna de band en werd vervangen door Siegfried Pisalla, vroeger drummer van Tomorrow Too. In juli 1973 dook de band de studio in voor de opnames van een tweede album, en dat later dat jaar als "You'll never come back" verscheen. De band viel in 1974 uiteen, tegen 1975 bleven enkel de broers Drogies over. Toch werden vanaf 1975 nog nieuwe opnames gemaakt met een wisselende bezetting, en verscheen het derde instrumentale en lichtere album "Blitz. Het volgende album A Real Good Time verscheen een jaar later, en bevatte een nog conventioneler popgeluid. De groep zou het voor bekeken houden, maar in het begin van de jaren 80 bracht Brain nog de compilatie "Yellow Sunshine" uit, met nummers uit de eerste vier albums. De broers Drogies verzamelden weer een band, samen met origineel lid Ranwig en drummer Junior Weerasinghe (die in de sessie van het laatste album had meegespeeld). In 1981 werd het album "Starchaser" opgenomen, dat datzelfde jaar verscheen op het labek Sky. Het album dat synthesizer-discoklanken bevatte werd zowel bij fans als critici echter slecht onthaald, en de groep hield het weer voor bekeken.

## Bandleden
- Norbert Drogies - drums
- Michael Kobs - elektrische piano
- Erwin Noack - conga's
- Willi Pape - saxofoon
- Harald Konietzko - bas, gitaar, zang
- Jürgen Drogeis - gitaar, percussie
- Hans Werner Ranwig - orgel, zang
- Siegfried Pisalla - zang, gitaar

Latere leden:
- Rainer Neumann - saxofoon
- Serge Weber - piano, synthesizer
- Junior Weerasinghe - drums, zang

## Discografie
- (1972) Thirsty Moon
- (1974) You'll never come back
- (1975) Blitz
- (1976) A Real Good Time
- (1981) Starchaser